# Giuseppe rivale di Charlot
Giuseppe rivale di Charlot (Those Love Pangs) è un cortometraggio del 1914 scritto, diretto, montato e interpretato da Charlie Chaplin. Prodotto dalla Keystone Pictures Studio, il film fu completato il 19 settembre 1914 e distribuito negli Stati Uniti dalla Mutual Film il 10 ottobre. In italiano è stato trasmesso in TV coi titoli Charlot e il rivale e Charlot rivale in amore, mentre in inglese è noto anche come Oh, You Girls, Busted Hearts e The Rival Mashers.

## Trama
Charlot e Giuseppe si contendono le attenzioni della loro giovane padrona di casa. I due usano una forchetta per disturbarsi a vicenda mentre tentano di corteggiare la ragazza, che alla fine se ne va spazientita. I due rivali si recano allora al parco dove Giuseppe riesce a rimorchiare una bella bionda, mentre il tentativo di Charlot di fare lo stesso con una ragazza mora viene frustrato dal suo fidanzato.
Vedendo Giuseppe amoreggiare con la bionda, Charlot si dispera e cerca di annegarsi nel lago, ma viene bloccato da un poliziotto. Decide allora di prendere in mano la situazione e, dopo aver messo temporaneamente fuori gioco i due rivali, raggiunge le due ragazze in un cinema e si siede tra di loro per flirtare. Presto però viene raggiunto dai due uomini, e si scatena una rissa al termine della quale Charlot viene lanciato attraverso lo schermo e colpito da un mattone.

## Distribuzione

### Data di uscita
Le date di uscita internazionali sono state:
- 10 ottobre 1914 negli Stati Uniti
- 25 dicembre 1915 in Spagna (Jes, rival de Charlot)
- 18 gennaio 1916 in Italia
- 1918 in Svezia (Chaplin på friarstråt)